# Přerov (stacja kolejowa)
Přerov – stacja kolejowa w Przerowie, w kraju ołomunieckim, w Czechach przy ulicy Husova 632/1. Znajduje się na wysokości 210 m n.p.m. i leży na liniach kolejowych nr 270, 300 i 330.